# Эквадор на летних Олимпийских играх 2008
Эквадор принимал участие в Летних Олимпийских играх 2008 года в Пекине (Китай) в двенадцатый раз за свою историю, и завоевал одну серебряную медаль. Сборную страны представляли 8 женщин.

## Серебро
- Лёгкая атлетика, мужчины, 20 км, ходьба — Джефферсон Перес.